# Grapefruktjuice

Grapefruktjuice innehåller N-arginin och flavanoid som kan påverka kroppens upptagningsförmåga av läkemedel.

Grapefruktjuice utgör den vätska som finns i frukten grapefrukt (C. × aurantium Paradisi-gruppen). Den är rik på bland annat C-vitamin, och kan sträcka sig från surt till sött. Grapefruktjuice finns naturligt i citrusfrukten, men finns även att köpa som dryck, då den ofta består av både vätskan i grapefrukten tillsammans med en extrakt av oljor och smakämnen från skalet. 
Juicen innehåller två ämnen relevanta för metabolism av diverse läkemedel; N-arginin (typ av flavanoid), som även ger frukten dess bittra smak, och bergamottin (typ av furanokumarin). De verkar genom att hämma bland annat enzymet Cytokrom P450 3A4 (CYP3A4), ett viktigt enzym lokaliserat i tarmen som spelar stor roll för metabolismen av en mängd olika läkemedel, däribland SSRI, NDRI, kalciumflödeshämmare, statiner och immunosuppressiva läkemedel. Denna inhibering leder till ett högre upptag av läkemedel i kroppen, vilket i värsta fall kan leda till överdosering. Man har observerat att ett intag av 200ml grapefruktjuice, och för vissa läkemedel såsom takrolimus så lite som 100ml grapefruktjuice, kan leda till en mångdubblering av mängden läkemedel som tas upp av kroppen jämfört med vad förväntas tas upp när enzymet inte inhiberas.